# Chucrut

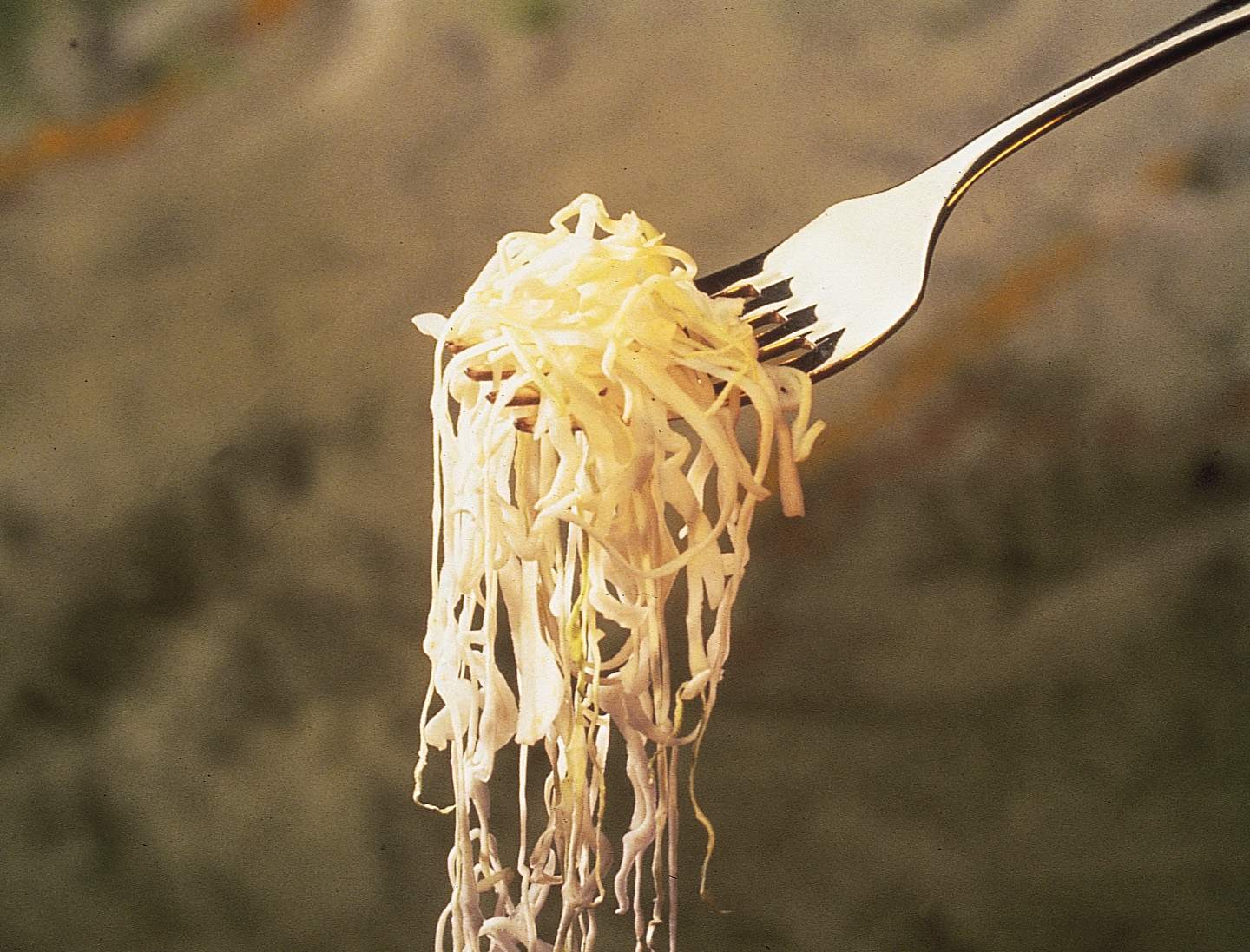
Estructura filamentosa del Sauerkraut

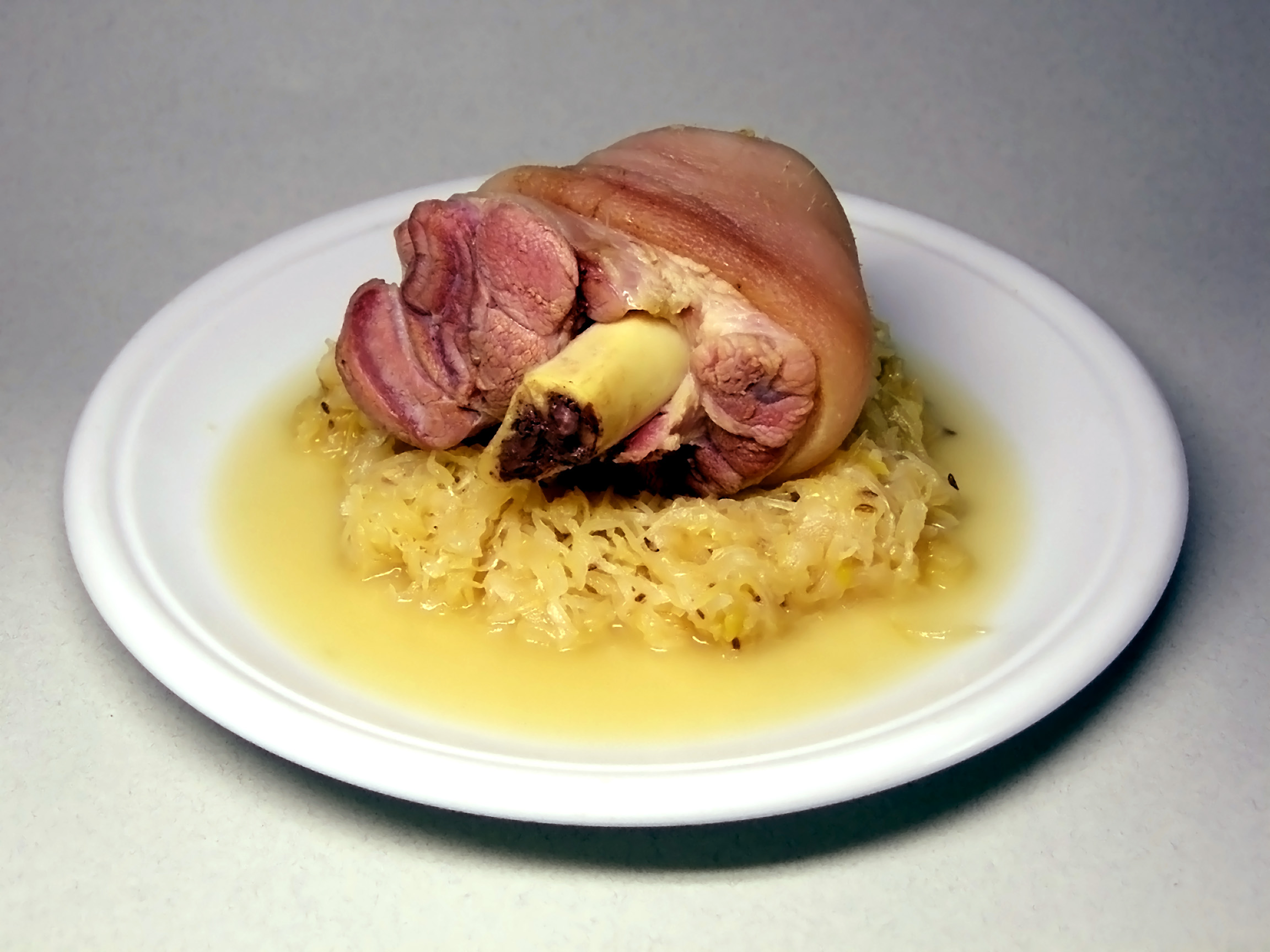
Eisbein (codillo de cerdo) servido sobre una capa de Sauerkraut como acompañamiento típico de la cocina bávara.

El chucrut (del francés, choucroute, y este del alemán, Sauerkraut, «col agria», a través del alsaciano sürkrüt; en polaco, kiszona kapusta; en ruso, квашеная капуста, kvashenaya kapusta) es una preparación culinaria originaria de algunas gastronomías centro-europeas como son: Alemania, Austria, Alsacia (Francia), Suiza, Hungría, Polonia, Rusia y Ucrania. Su uso culinario se ha extendido a otros continentes, de América y Asia a partir del siglo XVII. Se elabora mediante la fermentación láctica de las hojas frescas de la col (repollo) (Brassica oleracea) finamente cortadas en filamentos, haciendo uso de la sal marina, formando una salmuera natural con los propios jugos de la hortaliza. El proceso de fermentación de la col se logra favoreciendo el accionar de las bacterias acidófilas que metabolizan anaeróbicamente los azúcares de la col, produciendo ácido láctico como metabolito principal lo que es capaz de realzar el sabor y funcionar como conservante natural que alarga su periodo de comestibilidad. Se emplea culinariamente, en la mayoría de los casos, como un acompañamiento de diversos platos de origen cárnico, tales como diversos embutidos (salchichas) y carnes de cerdo generalmente cocinadas, pudiéndose servir además como ingrediente en ensaladas, sándwich, estofados y sopas. La fermentación de la col se suele aliñar además con algunas especias, tales como el eneldo o la pimienta negra, alcaravea, enebro u hojas de laurel proporcionando un aroma final más diverso y complejo.
El producto final suele ser una verdura procesada, de textura ligeramente húmeda con forma hilada, que presenta un fuerte sabor ácido debido a su contenido entre un 1.8% a un 2% de ácido láctico, el pH suele estar en el rango que va desde 3.1 a 3.7 dependiendo de factores como el contenido de sal empleado en su elaboración, variedad de col empleada y características particulares desarrolladas durante su cultivo. El color final suele depender de la variedad de col empleada, puede ir desde el verde intenso procedente de las coles verdes, un color amarillento, hasta el violeta de la col lombarda (lombarda o col morada). A pesar de considerarse un producto tradicional, elaborado artesanalmente en los hogares, desde finales del siglo XX se comercializa gracias a pequeñas y medianas compañías envasadoras, siendo posible adquirirlo en cualquiera de los supermercados de Europa, generalmente ya pasteurizado. En raras ocasiones se comercializa el zumo fermentado de la col, que en algunas ocasiones es considerado un suplemento dietético.

## Historia

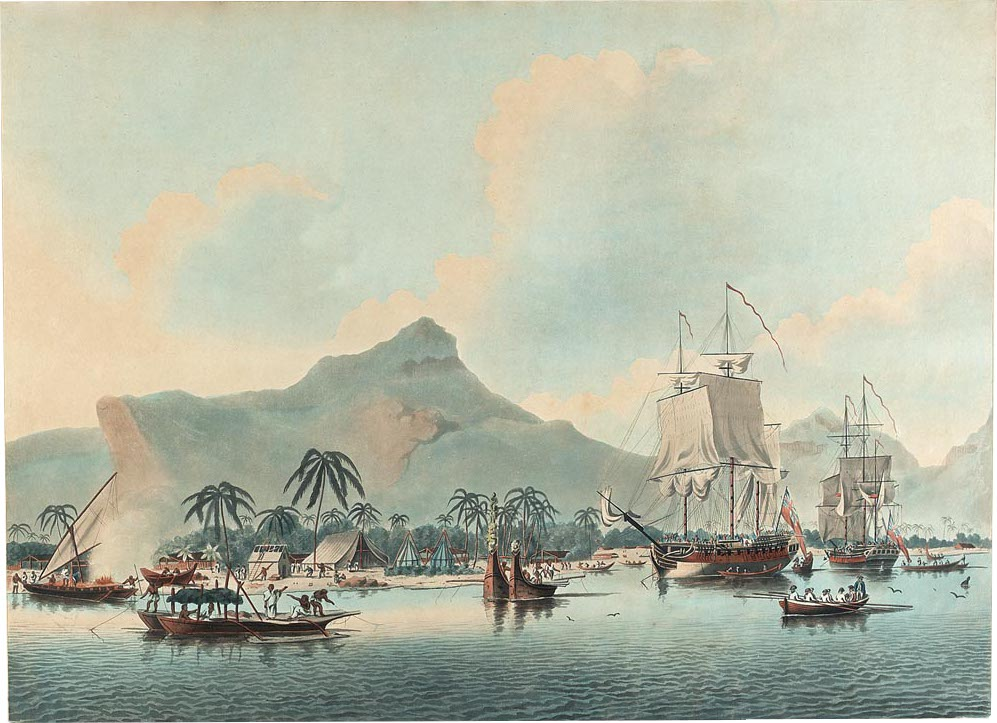
En el la col ácida se convierte en un ingrediente fundamentalmente marinero, su uso evitaba la aparición del escorbuto en las tripulaciones.

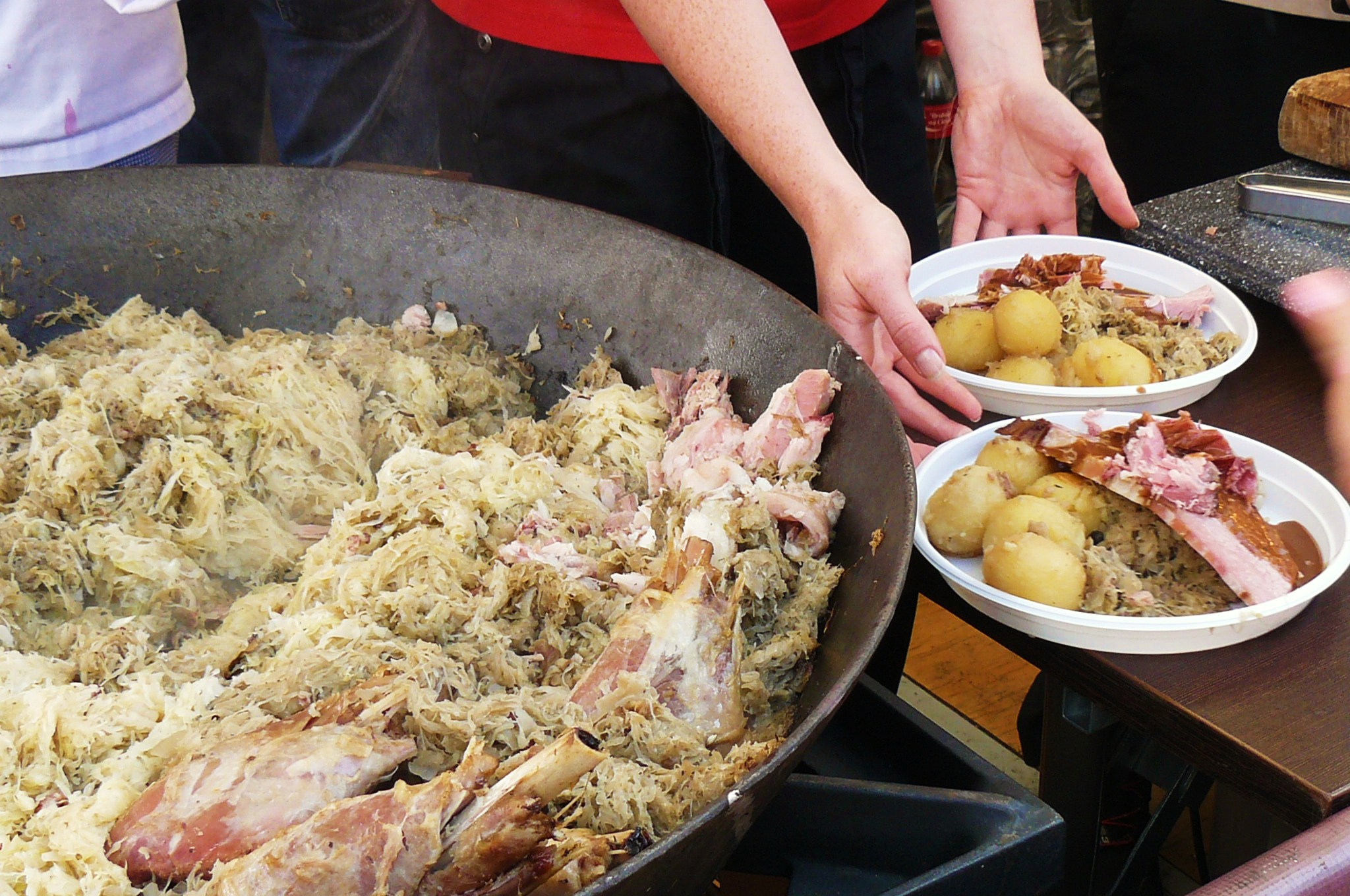
De preparación culinaria de supervivencia en el mar, a plato festivo típico en las ferias culturales centroeuropeas.

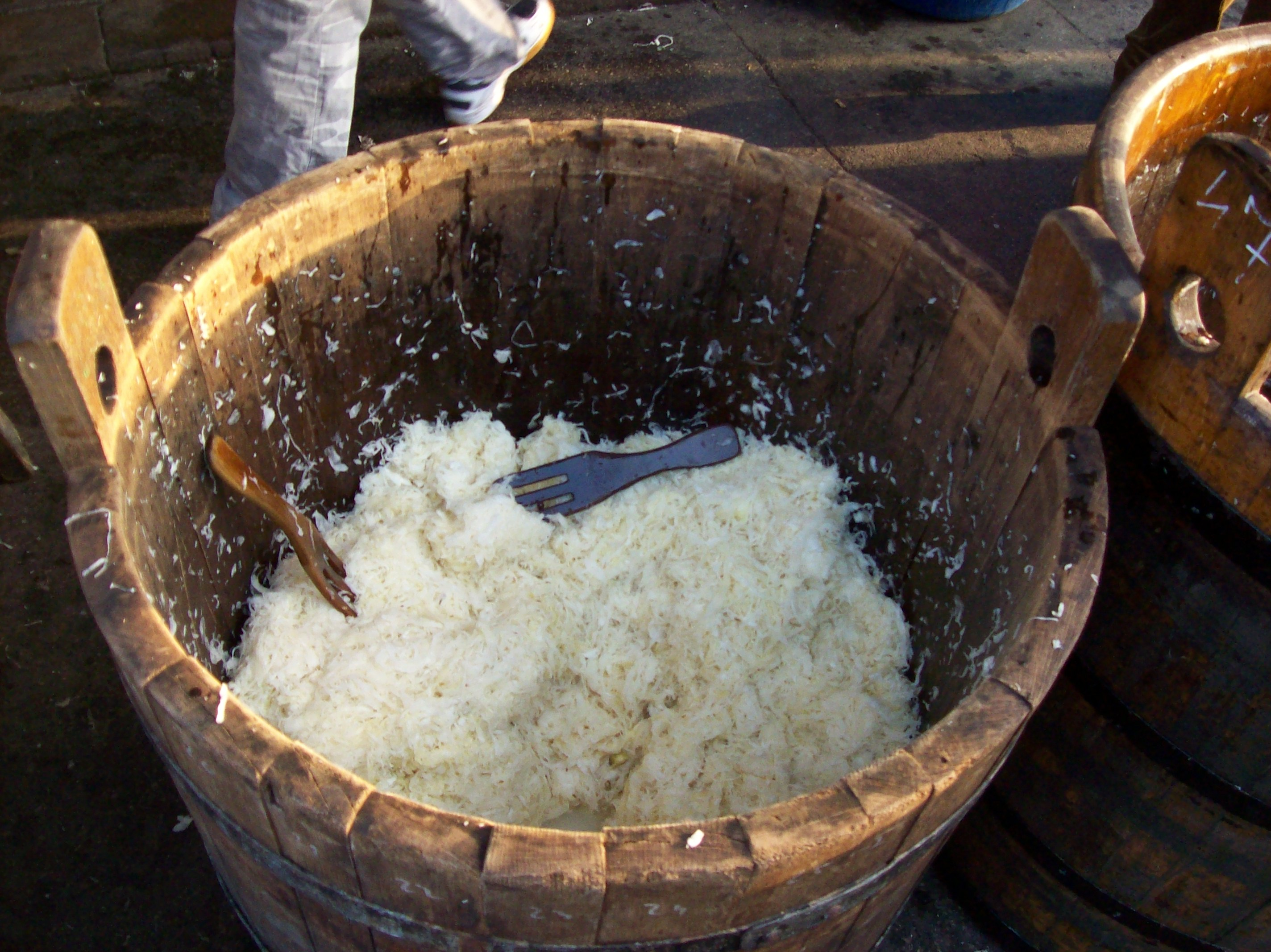
La capacidad corrosiva del ácido láctico sobre metales hace que su manipulación sea preferentemente realizada con madera o instrumentos de barro.

El empleo de fermentaciones lácticas en la conservación de verduras se remonta a la prehistoria de la humanidad, Existen regiones del mundo donde se describen procesos de fermentación láctica sobre coles, tales como en China (col china y Suan cai) y Corea (Kimchi) donde resulta popular. Algunos autores, mencionan que la fermentación de la col se descubre accidentalmente durante los trabajos de la construcción de la Gran Muralla China, durante la unificación de la dinastía Qin (221 a. C.), siendo los obreros pobres que trabajan en la muralla, los primeros que comienzan a elaborarla al mezclar sal culinaria con la col. En Europa es el escritor romano Plinio el Viejo, el primero en documentar el uso en su Naturalis historia por los pueblos bárbaros del norte de Europa. Se fija su origen documentado en los pueblos eslavos, que procesaban la col ácida. La descripción de Plinio alcanza a detallar el empleo de recipientes de barro donde se realiza su almacenamiento. Durante el periodo del Imperio Romano las legiones romanas portaban cubas de madera que incluían coles inmersas en vinagre (posca), con el objeto de alimentarse durante periodos de tiempo largos, debido a que no necesitaba cocinarse y se conservaba bien durante los periodos de campaña (generalmente meses). La col habitual, durante este periodo del Imperio Romano, era de hojas abiertas, y no comienza a compactarse en un vegetal redondo hasta la Edad Media, donde la selección artificial que ejercen los agricultores comienza a domesticar la col dando la forma conocida en el siglo XX como col de Saboya (Brassica oleracea var. sabauda).
Algunos autores sostienen que las primeras coles ácidas eran preparadas mezclando simplemente las hojas frescas de la col con vino ácido (vinagre) o agraz procedente de la uva, es decir no se producía la fermentación láctica. En las culturas asiáticas, como en China se reporta su mezcla con vino de arroz. La transición entre un tipo de preparación y la fermentación láctica se desconoce, fechando como probable un periodo que va desde 1550 a 1750. En la Edad Media los pueblos del norte de Europa consumían habitualmente la col ácida, siendo la escritora Hildegarda de Bingen la primera en describir las dos variedades habituales de col: roja y blanca. En 1270 el escritor alemán Meier Helmbrecht describe el proceso de elaboración del Sauerkraut en un poema. La col ácida se encontraba entre los productos comerciales que distribuía la liga Hanseática durante el siglo XII y XIII en el norte de Europa.
A pesar de ser un alimento elaborado artesanalmente en las hogares, ya en el siglo XVII la col ácida comienza a comercializarse por compañías privadas en algunas lugares como Magdeburgo y Alsacia. Siendo la col ácida uno de los primeros alimentos procesados industrialmente.
Durante los largos viajes y expediciones marineras, la existencia de una enfermedad denominada escorbuto solía causar numerosas muertes entre las tripulaciones de los barcos. La enfermedad solía aparecer al agotarse la provisión de alimentos basados en verduras, y al estar varias semanas alimentándose de carnes curadas aparecían los primeros casos. En 1772 el explorador y científico James Cook es uno de los pioneros en introducir la col ácida en los menús marineros de larga duración (meses), el alimento resultaba ideal, se conserva durante largos periodos de travesía, generalmente era de buen sabor y acompañaba otros alimentos. El escorbuto es causado por una carencia de vitamina C, remediada precisamente por el consumo de Sauerkraut según el investigador James Lind. En el siglo XVIII era obligada la carga de col ácida en los barcos, de esta forma se convirtió en una preparación culinaria típicamente marinera. Precisamente este fenómeno hizo que la col ácida se distribuyera por todos los continentes, debido a la necesidad de las naves de abastecerse de barriles de col ácida en cada puerto, lo que extendió el cultivo de la col a lo largo de diversas áreas. La col ácida se introduce en Estados Unidos mediante los puertos marítimos, llegando al interior del territorio debido a la demanda de los barcos marineros. Generalmente se asocia al establecimiento de colonias de origen centro-europeo iniciadas por el auge del imperio neerlandés en el siglo XVII.
En 1856 Louis Pasteur descubrió el lactobacillus y su rol en la producción de ácido láctico, la pista le fue proporcionada por el físico Jean Baptiste Biot. Fue a partir de este descubrimiento de Pasteur cuando los procesos de la fermentación comienzan a ser comprendidos. El ácido láctico comienza a ser producido comercialmente por la compañía alemana Boehringer Ingelheim en 1895. La producción de ácido láctico se realiza gracias a la actividad de una bacteria que se denomina bacterium lactis. Los libros de cocina anteriores a 1940, describen habitualmente como hacer col ácida de forma artesanal, a partir de esta fecha dejan de publicarse recetas dando paso a la industrialización del alimento fermentado. Los estándares de su elaboración industrial fueron fijados en países como Estados Unidos en 1932, donde se elimina el uso de paletas metálicas en el post-procesado debido a su capacidad corrosiva de metales. Los reportes acerca de la microbiología y bioquímica de las fermentaciones vegetales se inició a comienzos de la primera década de 1900. El investigador Carl Pederson de la Universidad de Cornell fue uno de los pioneros en focalizar su estudio en la col ácida desde 1930 hasta comienzos de los 1970s.
La palabra "Kraut", procedente del idioma alemán para este alimento, se empleó como denominación despectiva de los alemanes durante la Segunda Guerra Mundial. El empleo de esta denominación, hizo que los consumidores norteamericanos rechazaran el consumo de esta verdura, lo que provocó que las compañías envasadoras re-etiquetaran el Sauerkraut como "Liberty cabbage" (la col de la libertad) durante el periodo de conflicto mundial. A pesar de ser una preparación tradicionalmente artesanal, a finales del siglo XX, casi 90 % de la col ácida es producida industrialmente y se distribuye comercialmente.
En el siglo XXI, la intención de rebajar el contenido de sal en los alimentos, provoca estudios relacionados con la fermentación de la col empleando sales potásicas. En el año 2016 científicos, como Philippe Horvath, interesados en identificar la biología y función de CRISPR, han focalizado su atención en la genética de las bacterias acidófilas empleadas en la producción del Sauerkraut.

## Proceso de elaboración

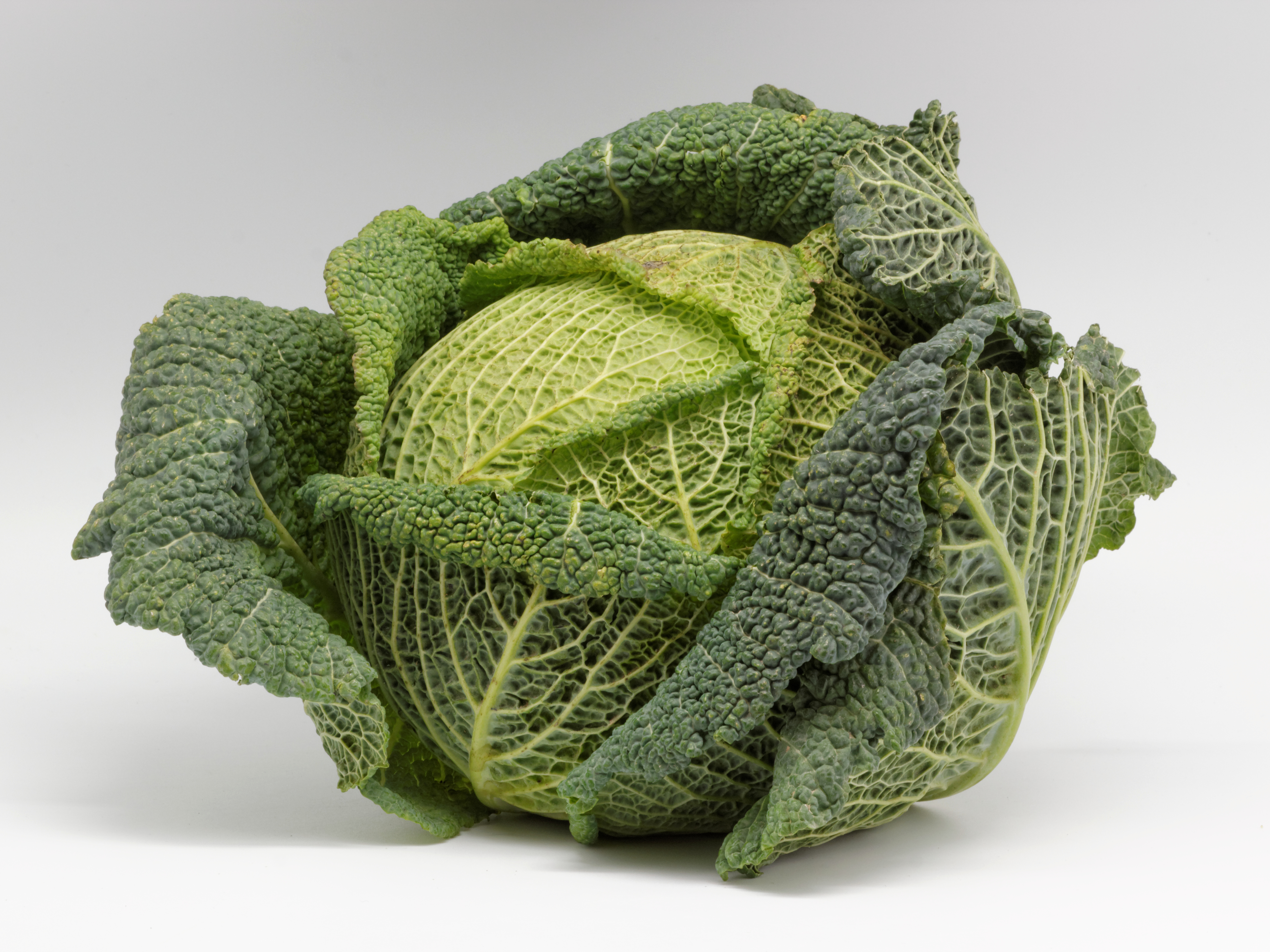
Variedad de Saboya, la más empleada en la actualidad.

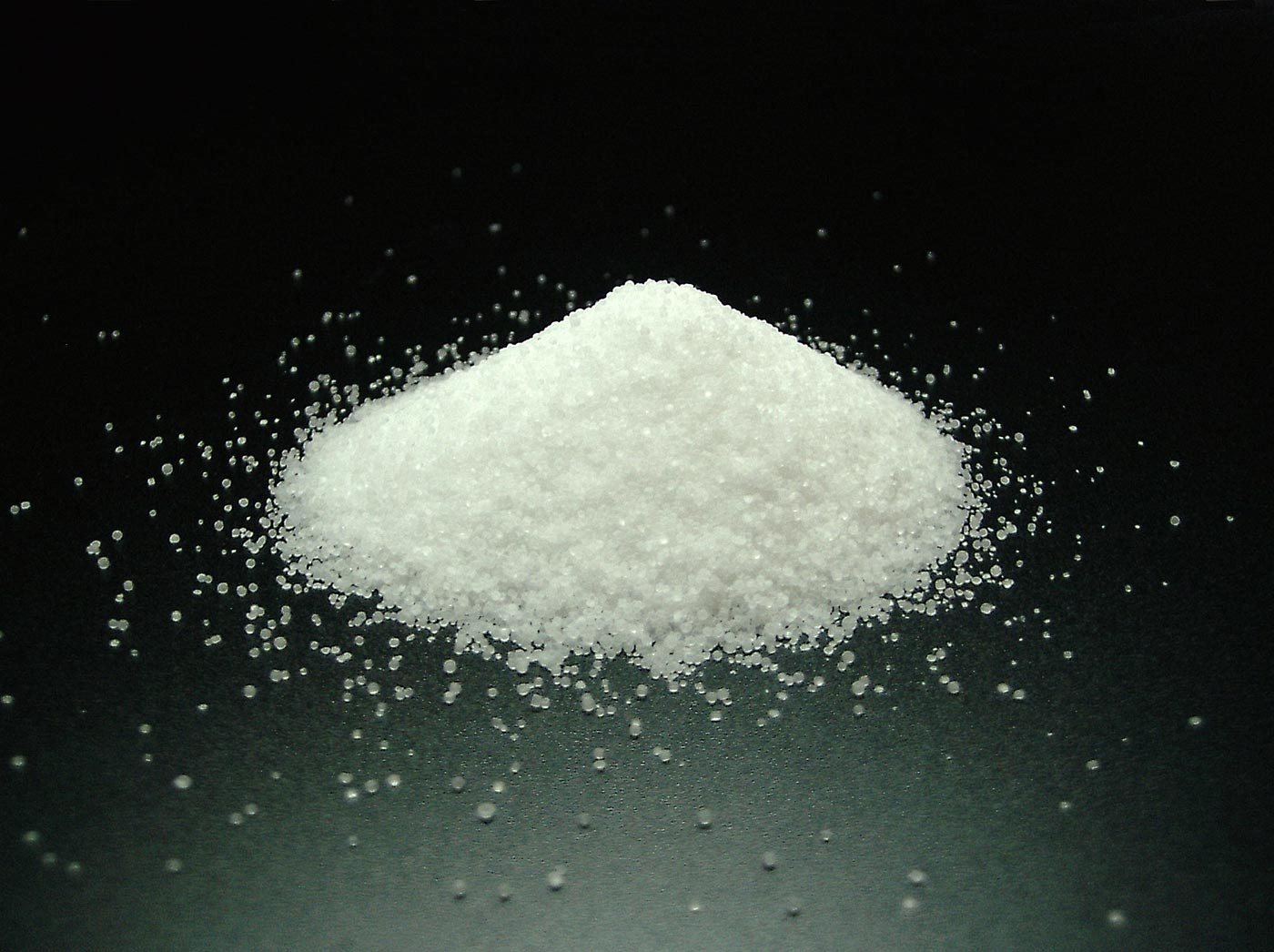
La sal pura, sin aditivos, es uno de los componentes secundarios de la col ácida, su contenido tipo ronda el 2% de peso de col, no sobrepasando el 3%.

El Sauerkraut se elabora principalmente con cualquiera de las variedades de la col frescas existentes, por regla general la variedad de invierno suele ser la más apropiada para la elaboración de las fermentaciones, debido a que posee un contenido de azúcares mayor, algo que favorece la acción fermentativa de las bacterias lácticas. La concentración de azúcares suele rondar un 5% en peso, distribuidas por igual entre glucosa y fructosa.

### Preparación
Con el objetivo de favorecer la acción de las bacterias fermentativas, se cortan finamente las hojas, lo que rompe el parénquima de las células vegetales aumentando tanto la superficie de ataque para la fermentación, como al mismo tiempo permite liberar una mayor cantidad de azúcares procedente de las tejidos de la verdura. Las rebanadas suelen poseer unos 0.1 cm de grosor. Esta operación se realiza artesanalmente con una mandolina, o con un cuchillo convenientemente afilado para la ocasión.  En algunas regiones europeas se acompaña la fermentación de otras verduras, tal es el caso de zanahoria rallada. 
Sobre los fragmentos finamente picados de col se añade sal en proporciones que suelen rondar entre 2 % y 2.5 % en peso de col, para extraer el agua de la verdura mediante presión osmótica, así como limitar la acción de bacterias gramnegativas, permitiendo, por el contrario la acción de cocos y bacilos acidófilos. Concentraciones mayores de sal pueden alterar el equilibrio bacteriano en la fase de fermentación láctica. La sal empleada en el proceso se encuentra libre de aditivos que puedan perjudicar el proceso fermentativo, por ejemplo, se evita el uso de sal yodada debido a que el iodo interfiere los procesos de fermentación. Tras el salado de la col convenientemente picada, esta suele comenzar a liberar los líquidos intersticiales del tejido, lo que favorece el proceso. Suele dejarse reposar, durante esta fase de liberación de líquidos, durante un tiempo que puede ir desde media a una hora.
Las coles finamente picadas se colocan en un fermentador de vidrio, cerámica o incluso aquellos elaborados con ciertos plásticos. Debe ser estanco a la entrada de aire del exterior.
El proceso debe ser controlado en condiciones higiénicas apropiadas con el objeto de evitar la contaminación procedente de otras bacterias que modifiquen el proceso fermentativo posterior. Con este objeto se suelen esterilizar los recipientes de fermentación, así como las áreas de manipulación y pre-procesado. Con el objeto de eliminar burbujas de aire que eviten el entorno anaeróbico se compactan los filamentos salados de la col en los recipientes fermentativos, permitiendo que el líquido procedente de la verdura inunde la cuba fermentativa. Generalmente la parte superior de la cuba se somete a una fuerza que mantenga la compactación durante el proceso fermentativo.

### Fase fermentativa

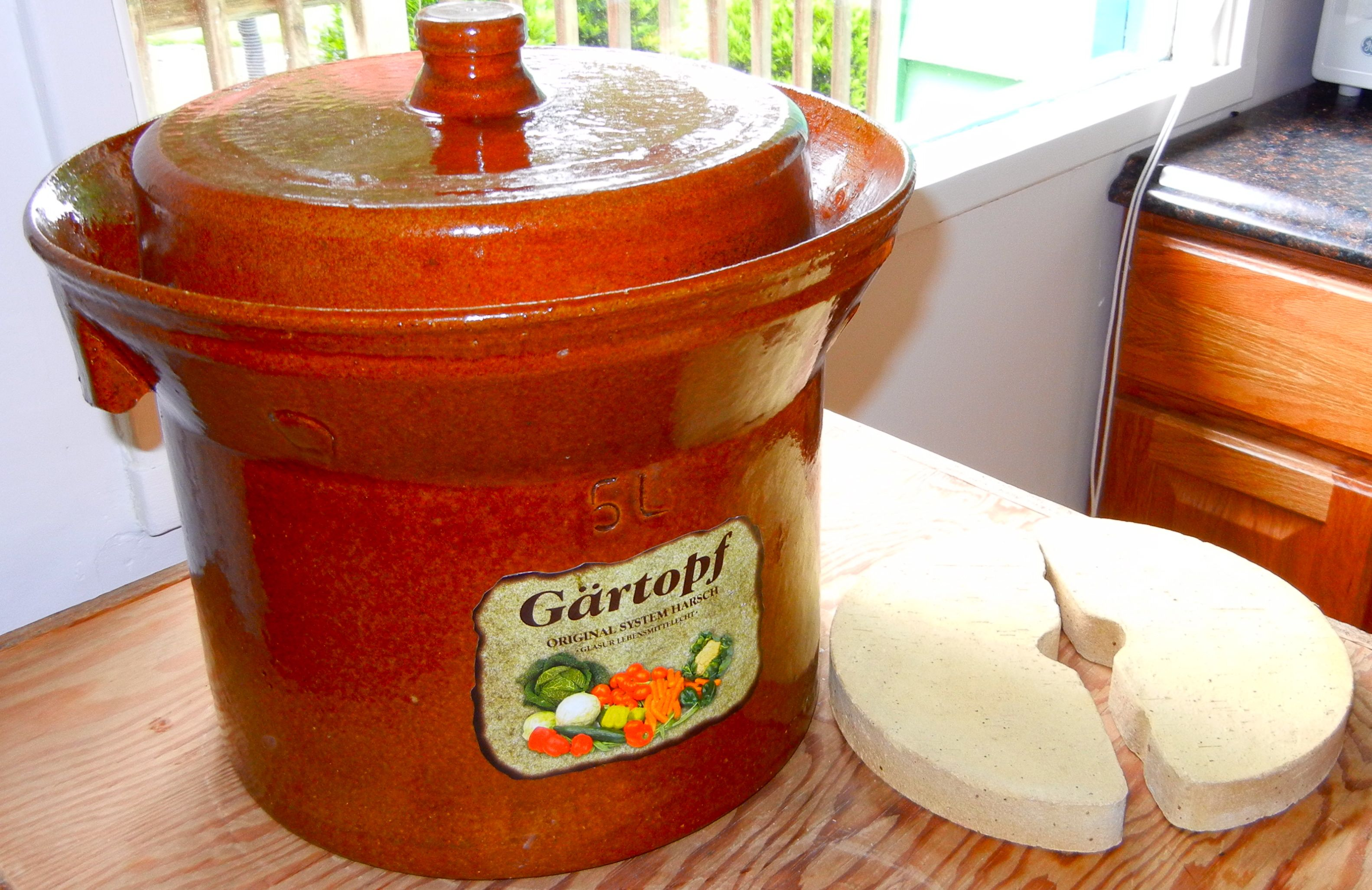
Recipiente tradicional de fermentación (Gärtopf) elaborado de cerámica. El cierre de la tapa se cubre de agua, con el objeto de evitar la entrada de aire del exterior, permitiendo salir mediante presión los gases de la fermentación. Las piedras blancas de la derecha se emplean como asientos en el interior del recipiente, compactando la col.

La fermentación inicia espontáneamente, debido a que los lactobacilos se encuentran ya incorporados en las hojas de la col, o se encuentran presentes en el aire. La familia de bacterias intervinientes suele ser principalmente Leuconostoc mesenteroides, lLactobacillus plantarum y Leuconostoc fallax, que tienen como misión iniciar el proceso de fermentación láctica. Los iniciadores Leuconostoc spp. actúan hasta que el contenido de ácido láctico llega a la proporción que va desde 0.7 a 1 %, a partir de este instante se abren paso otro tipo de bacterias. El proceso de fermentación es anaeróbico, es decir en ausencia de oxígeno, lo que implica recipientes de fermentación capaces de mantener el proceso fermentativo libre de contacto con el oxígeno durante el proceso.
El proceso fermentativo, siempre que presenten las condiciones adecuadas (18 grados centígrados de temperatura y un 2 % en peso de sal no refinada), suele tener tres fases características:
1. Fase inicial, suele durar entre diez a siete días desde el comienzo. Se caracteriza por un aumento de la acidez (disminución del pH) debido a la presencia creciente de ácido láctico,[25] así como una liberación de dióxido de carbono. Esta fase se inicia espontáneamente por bacterias Leuconostoc mesenteroides a temperaturas de 18 grados celsius comenzando a producir un ambiente ácido que favorece a colonias de bacterias posteriores debido a la presencia de enzimas favorecedores. A temperaturas inferiores el proceso se ralentiza, incrementando el periodo inicial de referencia de 10 días. Leuconostoc mesenteroides es una bacteria heteroláctica lo que supone generación de diversos metabolitos: ácido láctico, ácido acético, dióxido de carbono (gas), etanol y manitol.[8] La fermentación inicial mediante Leuconostoc mesenteroides proporciona a la col un aroma agradable.
2. Fase secundaria la concentración de ácido láctico llega un nivel (0.3 % en peso) que detiene la actividad de Leuconostoc mesenteroides disminuyendo su población , dando lugar a la proliferación de L. plantarum más resistentes a entornos ácidos y a la temperatura (máximo 22 grados). La concentración de ácido láctico continúa creciendo durante este segunda fase, debido a que L. plantarum es una bacteria homoláctica, lo que supone la generación de un único metabolito: el ácido láctico. La transición de una colonia bacteriana a otra da lugar a un periodo breve de crecimiento de la acidez. Durante la primera fase y la segunda existen poblaciones de bacterias en menor proporción como es el caso de la L. brevis. Esta fase tiene un periodo de diez días, sumando aproximadamente veinte días desde el inicio de la fermentación.
3. Fase meseta en la que la acidez de la col se estabiliza en torno a un 1.7 de pH. Las poblaciones de Leuconostoc mesenteroides prácticamente han desaparecido, y las de Lactobacillus plantarum van desapareciendo debido a la concentración de ácido láctico (entre 1 % y 1.2 % en peso), rebajando aún más el valor del pH. Esta fase se prolonga durante veinte días más, en una actividad bacteriana cada vez menor. El proceso se ralentiza debido a la menor presencia de azúcares en la mezcla de col.

La temperatura de fermentación debe estar por debajo de los 18 °C en la fase inicial para que se produzca una col ácida con garantías y con sabor ácido (proporcionado por el ácido láctico y el ácido acético (en proporción 4:1), este último en proporción menor). Pudiendo alcanzar los 22 grados en fases posteriores. Algunas compañías alimentarias inoculan durante el proceso fermentativo sus propios cultivos con el objeto de proporcionar sabores característicos al producto final. La fase fermentativa suele durar unas semanas (mínimo unos 30 días), pero no más de un año. En un periodo de seis meses es posible que exista todavía alguna actividad fermentativa en los recipientes. La col ácida es comestible en cualquiera de las fases fermentativas, evolucionando en texturas y sabores durante el proceso.
Entre la causas que pueden alterar el patrón del proceso fermentativo se encuentran la presencia ocasional de levaduras y mohos en las fases finales de fermentación. La mayoría de los casos de alteración se debe a la presencia de microorganismos. La no adecuada generación de ácido láctico durante las fases iniciales (temperatura inadecuada por encima de los 30 grados, o contenidos elevados de sal) provoca que Leuconostoc mesenteroides se inhiba generando poco ácido láctico lo que da paso a otras bacterias gramnegativas que entran en el proceso fermentativo modificando el correcto patrón establecido para la producción de col ácida.
En los procesos de elaboración industrial suele realizarse una pasteurización del producto final ya fermentado, lo que introduce una mortalidad en la colonia de bacterias. Suele realizarse la pasteurización a temperaturas de 74 y 82 grados centígrados durante seis minutos. En aquellos casos en los que no se realice pasteurización, suele añadirse benzoato sódico (0.1 % en peso) o metabisulfito de potasio con el fin de actuar como conservantes. En algunos casos se suele añadir ácido sórbico con el objeto de inhibir la proliferación posterior al envasado del Clostridium botulinum. Otra contaminación a prevenir, que ocurre en pocas ocasiones durante el proceso fermentativo, es la aparición de Listeria monocytogenes que es una bacteria con propiedades halotolerantes.

### Elaboración tradicional

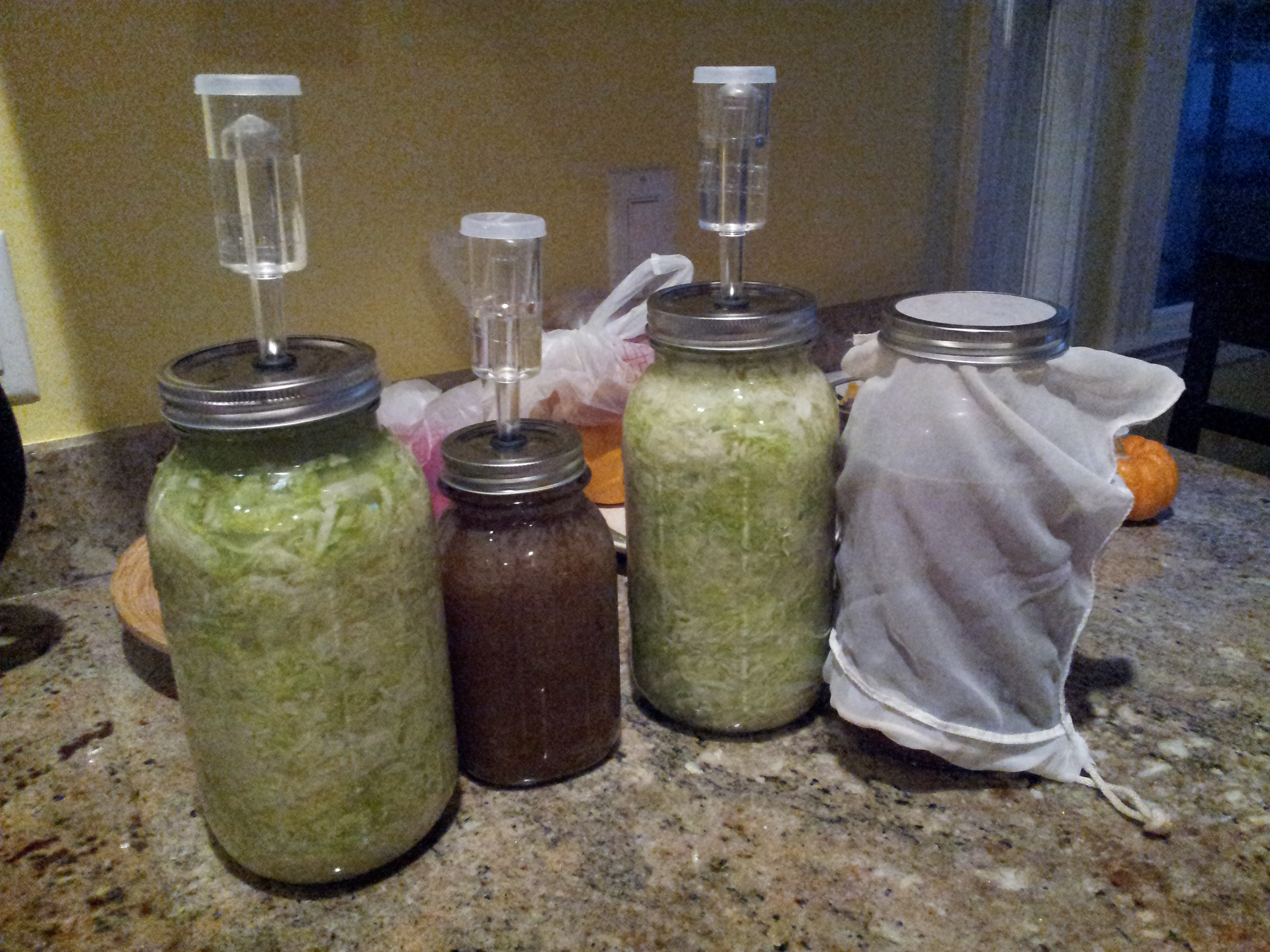
Fermentadores caseros de col ácida. Algunos de ellos con válvulas de fermentación (airlocks) ubicados en las tapas.

La elaboración casera artesanal de la col ácida está muy arraigada en algunas culturas centroeuropeas, se trata de una labor doméstica que dura un día en su fase inicial. Considerando además que se trata de una de las labores típicas de los meses de invierno en las áreas rurales, realizada generalmente en la cocina o en un lugar convenientemente higiénico de los hogares. La ventaja de realizar el proceso artesanalmente consiste en la posibilidad de obtención de los beneficios nutricionales procedentes directamente de la fermentación, frente a la reducción de algunas características en el producto final cuando se comercializa (aditivos, pasteurización). La desventaja del proceso artesanal consiste en elaborar un producto fuera de los circuitos estándares controlados de seguridad alimentaria normativa, siendo además considerable la variabilidad en propiedades organolépticas del producto final obtenido. Este último punto se debe a las condiciones de bajo control existentes en los medios rurales y caseros.
Las fases iniciales de picado y salado de la col son similares en todos los casos, pudiendo variar en cada caso el recipiente fermentador empleado. Los procesos de elaboración casera deben vigilar en extremo las cantidades de sal: entre el 2 % y el 2.5 % en peso de col,. En la producción de pequeñas cantidades (una o dos coles) se suelen emplear recipientes de vidrio con tapón a rosca capaces de mantener un entorno anaeróbico al mismo tiempo que eliminar la presión de gases durante las primeras fases de la fermentación láctica. Versiones modernas de estos recipientes llevan incorporados unas válvulas de fermentación (airlock) capaces de retener los gases fermentativos en el interior de los recipientes.
La elección del recipiente de fermentación es generalmente una de las características primordiales de su elaboración artesanal. El elemento clave es la eliminación del aire (oxígeno) durante el proceso fermentativo. Algunas culturas denominan a estos recipientes con un nombre específico, por ejemplo en alemán se denominan gärtopf, se trata de recipientes cerámicos en la mayoría de los casos con una tapadera especial que evita la introducción de aire en el interior del recipiente, gracias a una canaladura existente en el soporte de la tapa.

## Usos culinarios

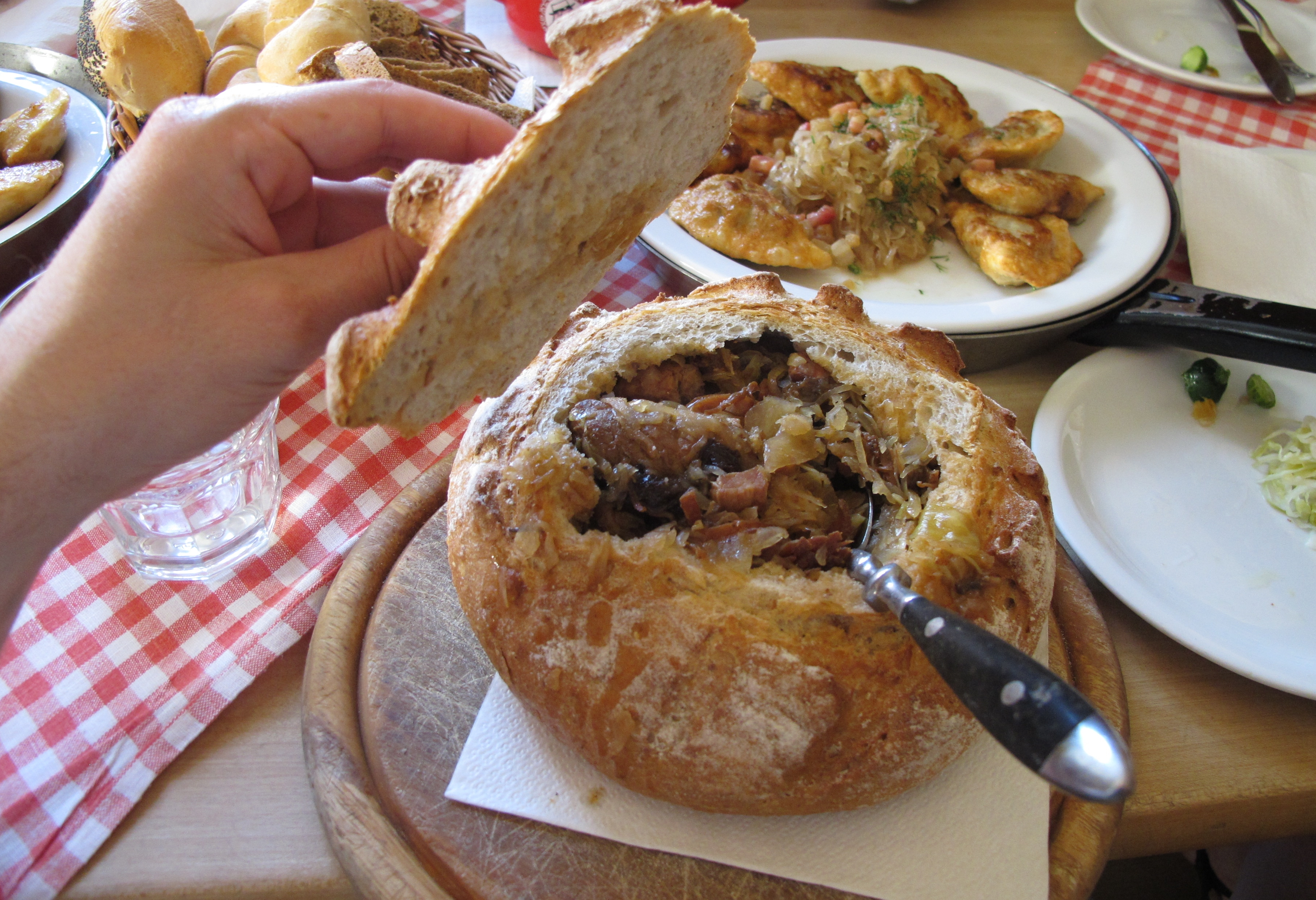
Bigos servidos en pan.